# コンビニエンスハネムーン
「コンビニエンスハネムーン」は、チャットモンチーの15枚目のシングル。2012年9月12日にKi/oon Musicから発売された。

## 解説
2012年第5弾シングルで、2012年10月10日発売のアルバム『変身』の先行シングル。
本作はチャットモンチーと同じ事務所・レーベルに所属する奥田民生がプロデュースを手がけている。

## 収録曲
1. コンビニエンスハネムーン [4:11]
作詞・作曲：橋本絵莉子
  - ビデオクリップではメンバーがコンビニ店員に扮している。メンバーのほかにファッションモデルの小松菜奈や、チャットモンチーの所属するソニー・ミュージックアーティスツの原田公一会長らが出演している。ドリンクの補充スペースで歌うシーンは過去に実際にコンビニでバイトしていた橋本のアイデアである[2]。このビデオクリップは、発売前の2012年8月31日から9月4日までスペースシャワーTVで先行放映されていた[3]。
2. CHA CHA CHA [3:31]
作詞：Graziella Boido / 日本語詞：今野雄二 / 作曲：Fabrizio Baldoni, Beniamino Reitano, Francesco Reitano, Bruno Rosellini
  - 1986年の石井明美のヒット曲（イタリアのグループFinzi Continiの楽曲の日本語カバー）の再カバー。プロデューサーの奥田がベースとコーラスで参加している[4]。

## 収録アルバム
- 変身 (#1)
- BEST MONCHY 1 -Listening- (#1)